# پروانه‌ماهی (سرده)
پروانه‌ماهی (سرده) (نام علمی: Chaetodon) نام یک سرده از تیره پروانه‌ماهی است.

## نگارخانه

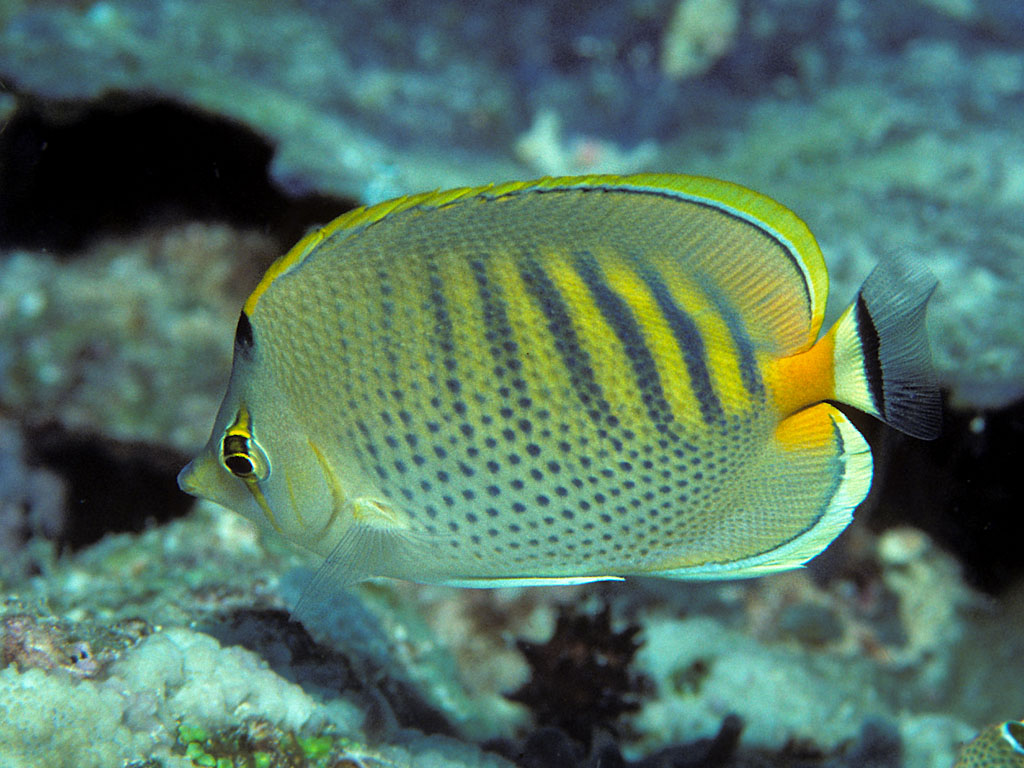
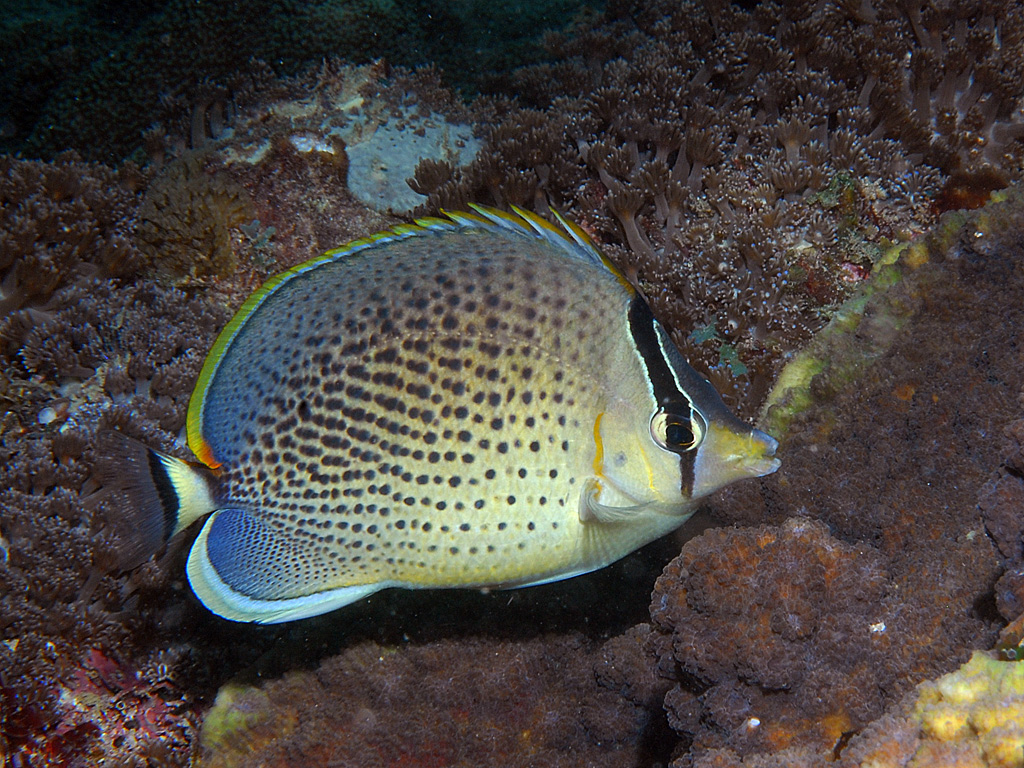
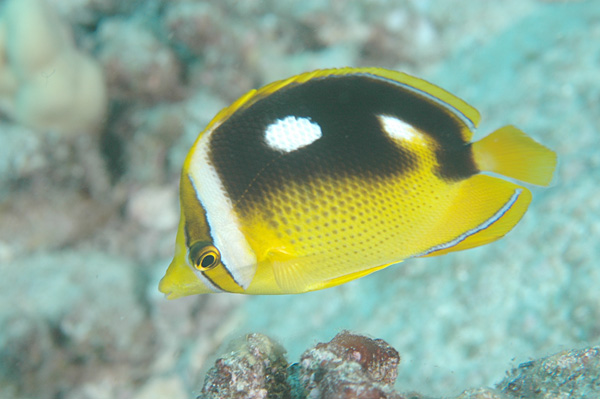
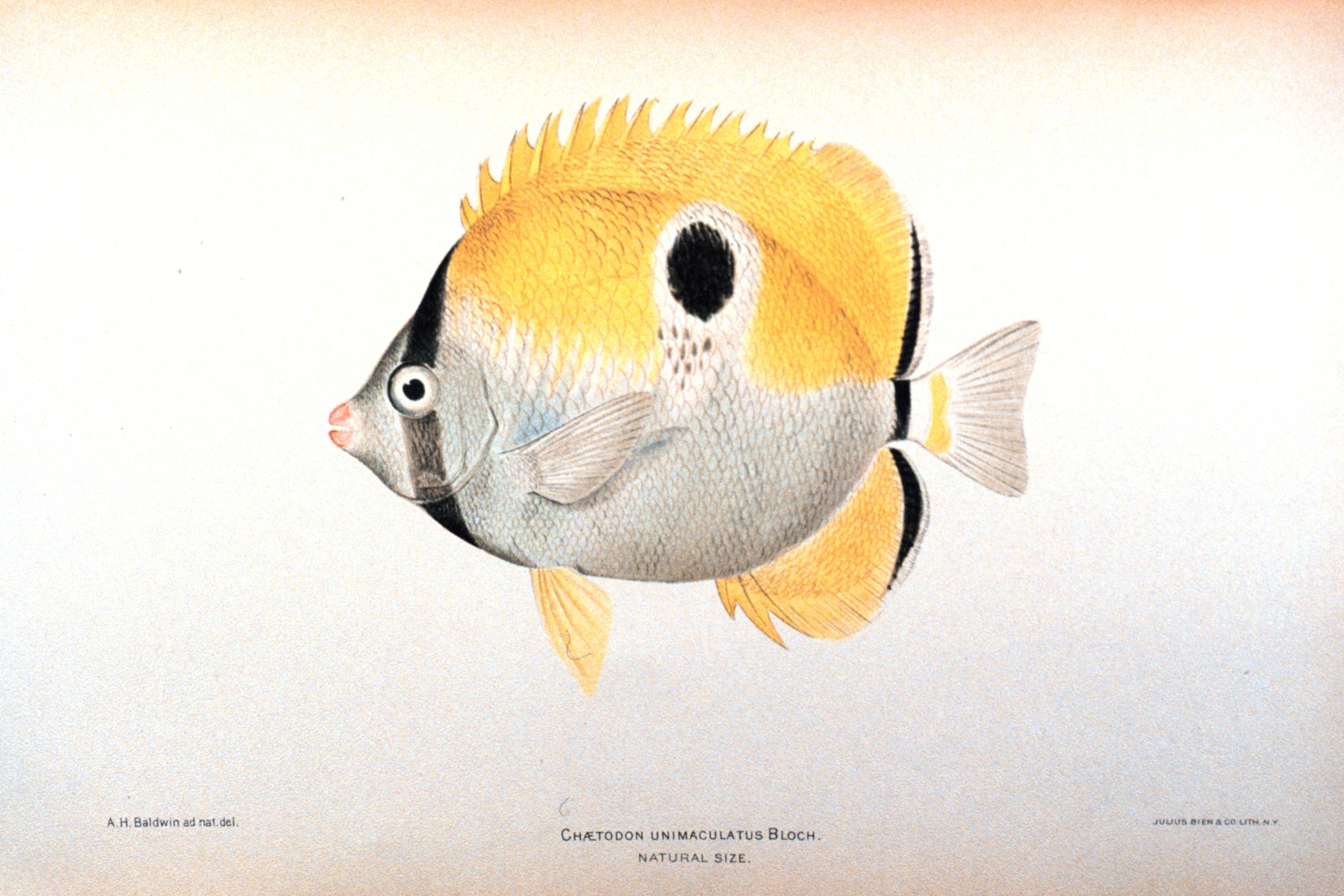
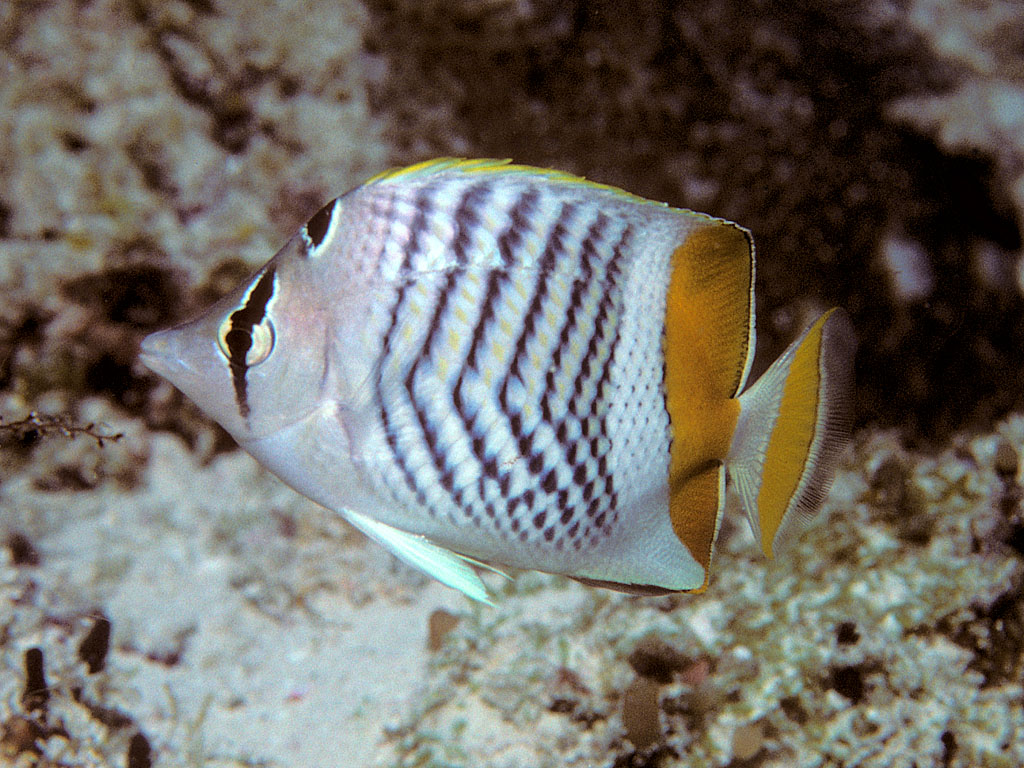
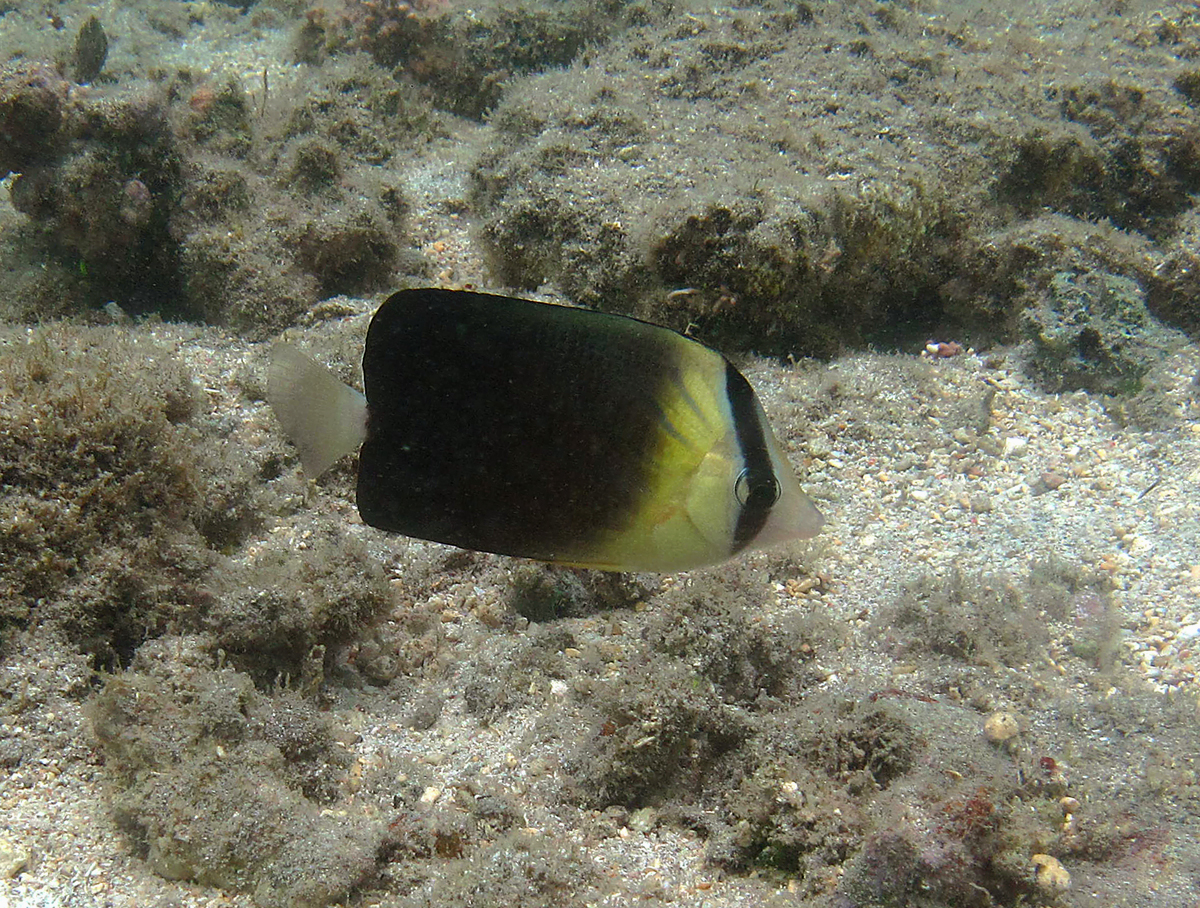
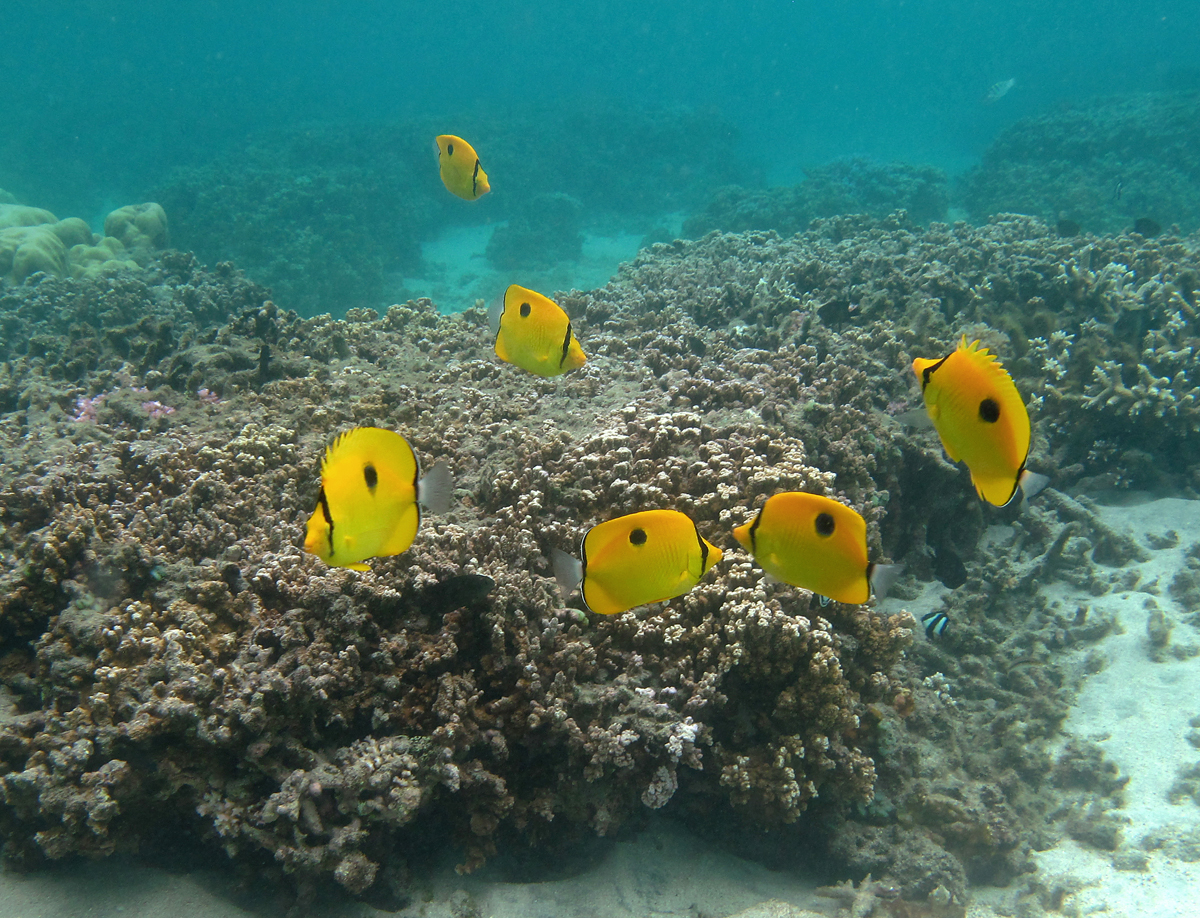